# Polledrara di Cecanibbio
La Polledrara di Cecanibbio è un ricco sito archeologico paleontologico che si trova su via di Cecanibbio nella zona di Castel di Guido a Roma.

## Descrizione
Il giacimento de La Polledrara, identificato nel 1984, rappresenta uno dei più ricchi depositi paleontologici esistenti.
Oltre ai resti di numerose specie preistoriche di grandi mammiferi (elefanti, uro e cervi reali), presenta anche tracce dell'Homo heidelbergensis risalenti al Pleistocene medio (circa 325.000-310.000 anni fa).
Il sito è il più ricco di resti di elefanti preistorici in Europa, il più ricco di resti di Uro in Italia.
Queste ultime si riferiscono a manufatti di pietra, oltre che all'evidenze di macellazione e fratturazione delle ossa degli animali.